# Vicelinkirche (Pronstorf)

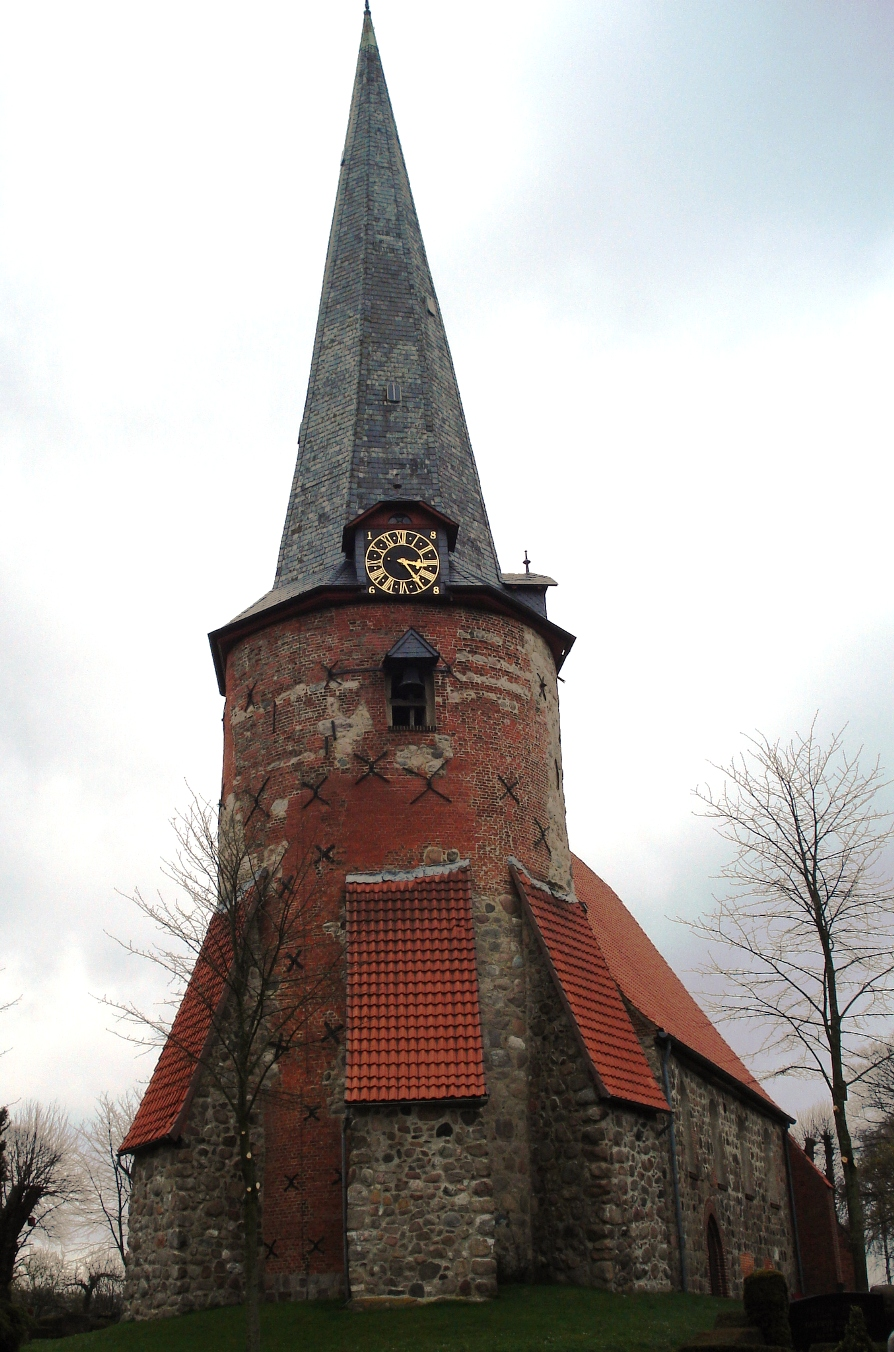
Vicelinkirche Pronstorf – der Turm

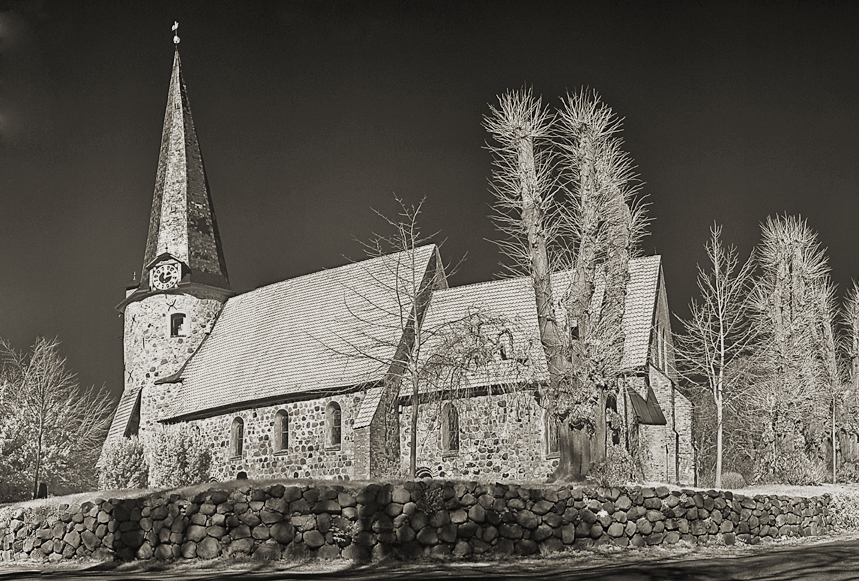
Kirche, Südseite. IR-Aufnahme 2007.

Die Vicelinkirche Pronstorf (auch Feldsteinkirche Pronstorf) in Pronstorf (Kreis Segeberg in Schleswig-Holstein) ist eine der ostholsteinischen Feldsteinkirchen aus dem 12. Jahrhundert. Ähnliche als „Vicelinkirchen“ bezeichnete Kirchen sind die Petrikirche in Bosau, die Vicelinkirche in Ratekau, die St.-Laurentius-Kirche in Süsel und die St.-Johannis-Kirche in Neukirchen.

## Geschichte
Die Kirche wurde erstmals 1198 urkundlich erwähnt. Sie befindet sich auf einer Anhöhe in der Mitte des Dorfes Pronstorf umgeben von einem Friedhof.
Es handelt sich um eine im romanischen Stil errichtete einschiffige Saalkirche mit einem langen Chor und einem Rundturm. Die Kirche wurde überwiegend aus Feldsteinen errichtet und hat ein mit Dachziegeln gedecktes Satteldach. Aus Backsteinen wurden die Ostseite des Chors sowie einige Stützpfeiler errichtet.
Der Turm wird auf westlicher Seite durch drei aus Feldsteinen errichteten Stützmauern gestützt. Oberhalb dieser drei Stützpfeiler wurde das ursprüngliche Feldsteinmauerwerk durch Backsteine ersetzt, das durch zahlreiche Kreuzanker gesichert ist. Im vorderen Bereich des Turmes befindet sich eine Öffnung, in der eine Stundenglocke hängt.
Die ursprünglich vorhandene Apsis wurde im 14. Jahrhundert bei der Verlängerung des Chors abgetragen, diese später erfolgte Maßnahme führte auch zu den größeren Fenstern im östlichen Bereich des Chors.
Im Jahre 1958 wurde die Kirche umfassend saniert.

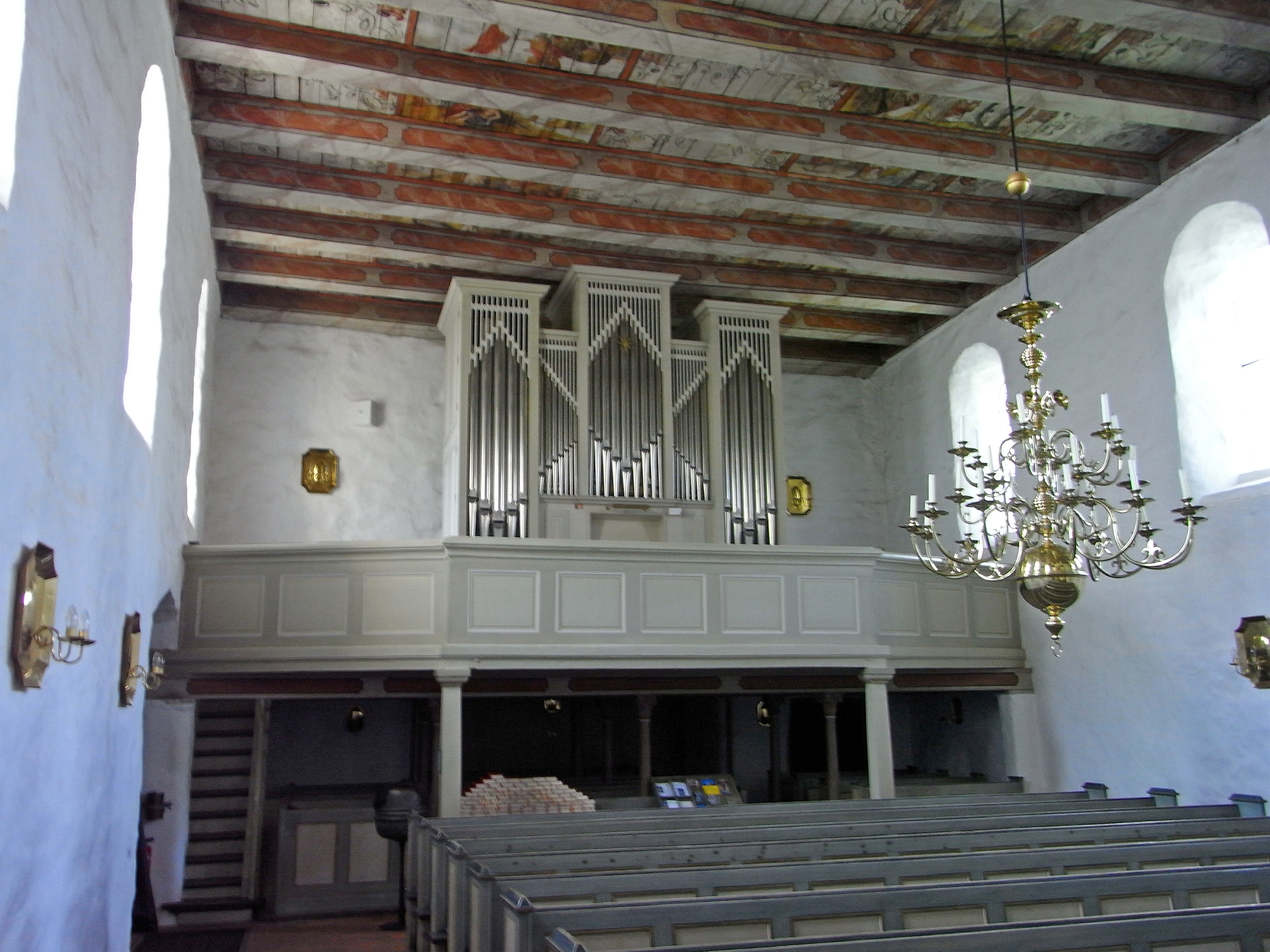
Blick auf die Orgel

Die Orgel wurde 1999 von der Orgelbaufirma Marcussen & Søn (Åbenrå, Dänemark) erbaut. Das Schleifladen-Instrument hat 15 Register auf zwei Manualen und einem Pedal. Die Spiel- und Registertrakturen sind mechanisch.
| I Hauptwerk C–g3 |              |     |
| 1.               | Prinzipal    | 08′ |
| 2.               | Rohrflöte    | 08′ |
| 3.               | Oktave       | 04′ |
| 4.               | Spitzflöte   | 04′ |
| 5.               | Oktave       | 02′ |
| 6.               | Mixur III-IV |     |
| 7.               | Trompete     | 08′ |
|                  | Zimbelstern  |     |

| II Positiv C–g3 |                 |        |
| 8.              | Gedackt         | 08′    |
| 9.              | Prinzipal       | 04′    |
| 10.             | Waldflöte       | 02′    |
| 11.             | Quinte          | 01 ⁄3′ |
| 12.             | Sesquialtera II |        |

| Pedal C–f1 |         |     |
| 13.        | Subbass | 16′ |
| 14.        | Oktave  | 08′ |
| 15.        | Fagott  | 16′ |

- Koppeln: II/I, I/P, II/P

## Sonstiges

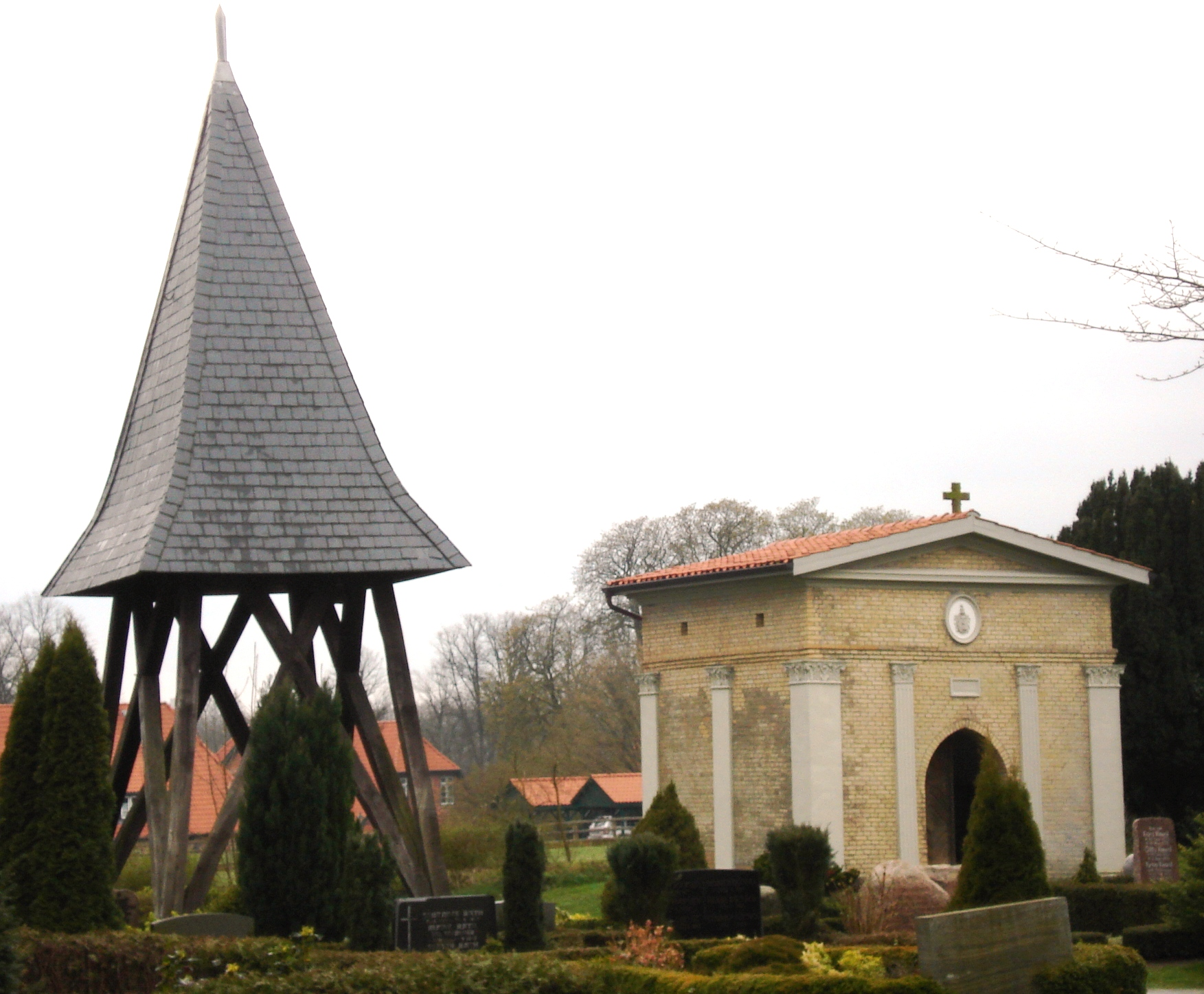
Der Campanile und die Totenkapelle – bei der Vicelinkirche Pronstorf

Die Glocke der Kirche wurde 1749 von Dietrich Strahlborn gegossen und befindet sich in einem separaten Campanile auf dem Kirchengelände. Sie erklingt im Schlagton g1.
Auf dem Friedhof befindet sich eine aus gelben Backsteinen 1870, also kurz vor dem Tod des Besitzers von Pronstorf Kaspar von Buchwaldt, errichtete klassizistische Totenkapelle mit dem Wappen der Familie von Buchwaldt.
Vor der Südseite des Chors befindet sich der Schalenstein von Reinsbek.
Die Kirche findet sich im Wappen der Gemeinde Pronstorf.

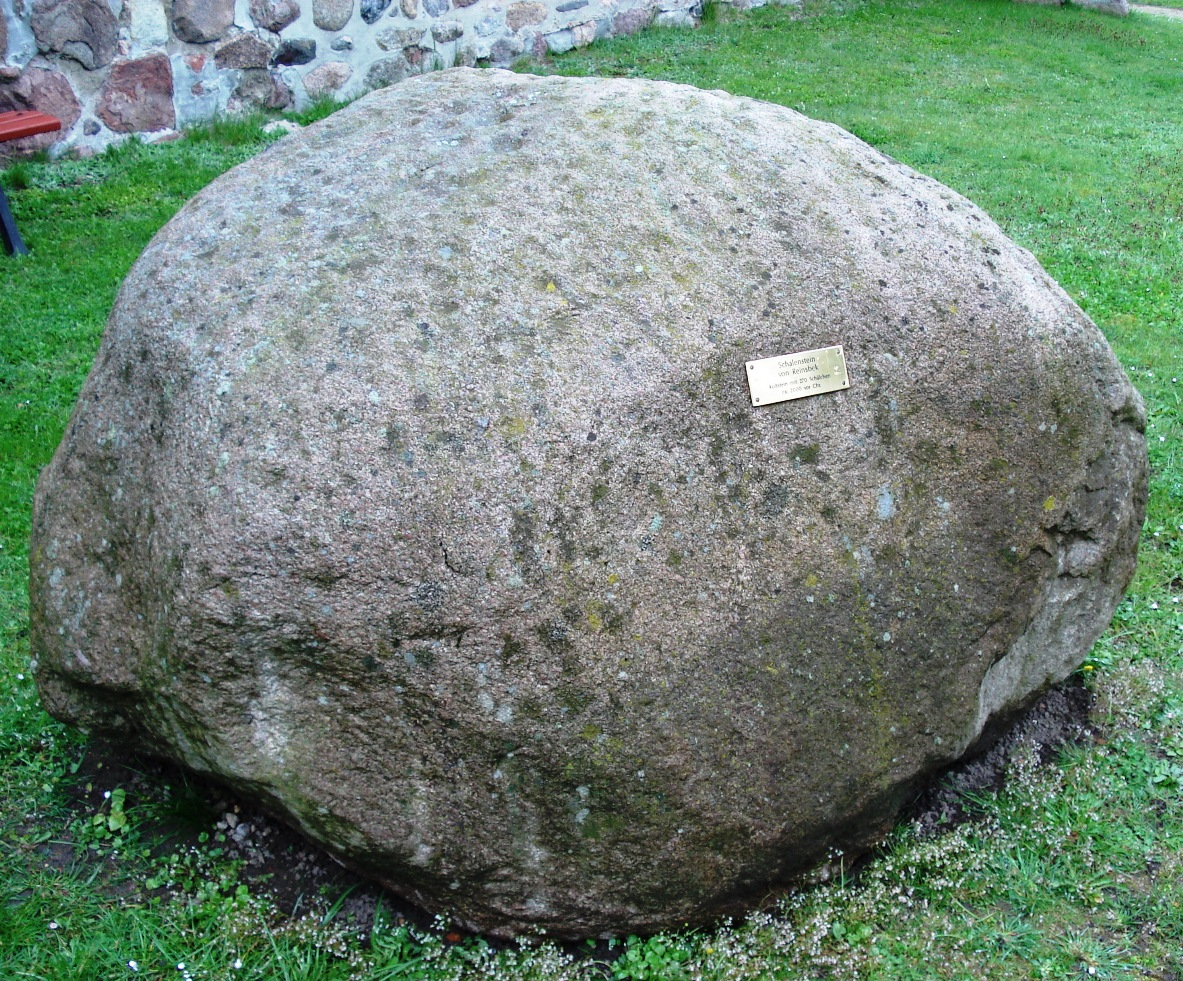
Der Schalenstein von Reinsbek – bei der Vicelinkirche Pronstorf
Wappen der Gemeinde Pronstorf mit der Kirche

## Pastoren und Organisten
- Friedrich Peter Valentiner (* 1817 in Pronstorf; † 1894 in Preetz), erster Pastor der deutschen evangelischen Gemeinde in Jerusalem, 1866–1869 Pastor in Pronstorf
- Leopold Iwan Cirsovius, Organist von 1841 bis 1887